# Federación Nacionalista Canaria
Federación Nacionalista Canaria (FNC) fou una coalició nacionalista canària formada pel Partit Nacionalista Canari (PNC), el Partit d'Independents de Lanzarote (PIL) i Independientes de Fuerteventura, dirigits per Juan Manuel García Ramos. A les eleccions al Parlament de Canàries de 1999 va obtenir 39.947 vots (4,81%). Obté el 28,10% dels vots a Lanzarote, però no se li assigna cap escó atès que no arriba al 6% en el conjunt de Canàries ni el 30% a Lanzarote, cosa que li impedeix assolir els 3 escons que li haurien correspost. A les eleccions al Parlament de Canàries de 2003 es va sumar a la coalició Unió Canària de Lorenzo Olarte Cullén, amb la qual cosa va assolir 44.703 vots (4,83%) i 3 escons per Lanzarote. A les eleccions al Parlament de Canàries de 2007 la coalició es va trencar, ja que el PNC es presentà amb Coalició Canària.

## Resultats electorals

### Parlament de Canàries
| Any  | Líder                    | Vots        | %    | Escons | +/- | Govern            |
| ---- | ------------------------ | ----------- | ---- | ------ | --- | ----------------- |
| 1999 | Juan Manuel García Ramos | 39.947 (#4) | 4,88 | 0 / 60 | Nou | Extraparlamentari |
| 2003 | Lorenzo Olarte           | 44.703 (#4) | 4,89 | 3 / 60 | 3   | Oposició          |